# Senoculus planus
Espèce
Senoculus planus est une espèce d'araignées aranéomorphes de la famille des Senoculidae.

## Distribution
Cette espèce est endémique du Brésil.

## Publication originale
- Mello-Leitão, 1927 : Essai sur les senoculides Simon. Bulletin du Muséum National d'Histoire Naturelle de Paris, vol. 1927, p. 164-171 & 247-252.